# George Dawson
George Mercer Dawson (1. srpna 1849 Pictou, Nové Skotsko, Kanada – 2. března 1901 Ottawa, Ontario, Kanada) byl kanadský vědec, geolog, paleontolog a zeměměřič. Byl nejstarším synem sira Johna Williama Dawsona, významného geologa a ředitele McGillovy univerzity a jeho manželky lady Margaret Dawsonové.

## Život
V dětství byl Dawson postižen tuberkulózou páteře (Pottova nemoc), která způsobila deformaci jeho zad a zastavila jeho růst. Ani tato jeho fyzická indispozice však nezabránila tomu, aby se stal jedním z největších kanadských vědců. Během jeho dlouhé rekonvalescence ho vzdělával otec a soukromí učitelé. Později navštěvoval střední školu v Montréalu a McGillovu univerzitu ve stejném městě. Od roku 1869 studoval geologii a paleontologii na Royal School of Mines v Londýně. Úspěšně absolvoval školu po třech letech s nejlepšími výsledky v třídě. V roce 1890 získal doktorát Queen's University v Kingstonu a následující rok McGill univerzity v Montrealu.
Dawson uskutečnil koncem 19. století rozsáhlé mapování západní Kanady. Jeho práce Geology and Resources of the Region in the Vicinity of the 49th parallel from the Lake of the Woods to the Rocky Mountains, with Lists of Plants and Animals Collected, and Notes on the Fossils from the Killadeer Badlands z něj udělala respektovaného vědce. V letech 1883 a 1884 Dawson putoval přes kanadské Skalnaté hory aby splnil požadavek vlády Kanady zmapovat nejdůležitější vrchy, horské průsmyky a řeky v této oblasti. Objevil kromě jiných vrcholy Mount Assiniboine (3 618 m) a Mount Temple (3 543 m). Výsledkem jeho průzkumu byla mapa kanadských Skalnatých hor od hranic s USA až po průsmyk Kicking Horse Pass.
Zemřel v roce 1901 neočekávaně po záchvatu akutní bronchitidy. Je pohřben na hřbitově Mount Royal v Montréalu.

## Zajímavosti
V roce 1883 stanovil tento geolog stratigrafickou jednotku na území jihozápadní Alberty v podobě geologického souvrství Willow Creek. V roce 1887 vedl expedici na Yukon a vypracoval několik prvních map tohoto území, které se později stalo samostatným teritoriem. O 10 let později po něm bylo pojmenováno centrum zlaté horečky na Klondike, město Dawson.
George Dawson se stal členem Kanadské geologické služby v roce 1875. V roce 1883 se stal zástupcem ředitele a v roce 1895 ředitelem této instituce.

### Externí odkazy

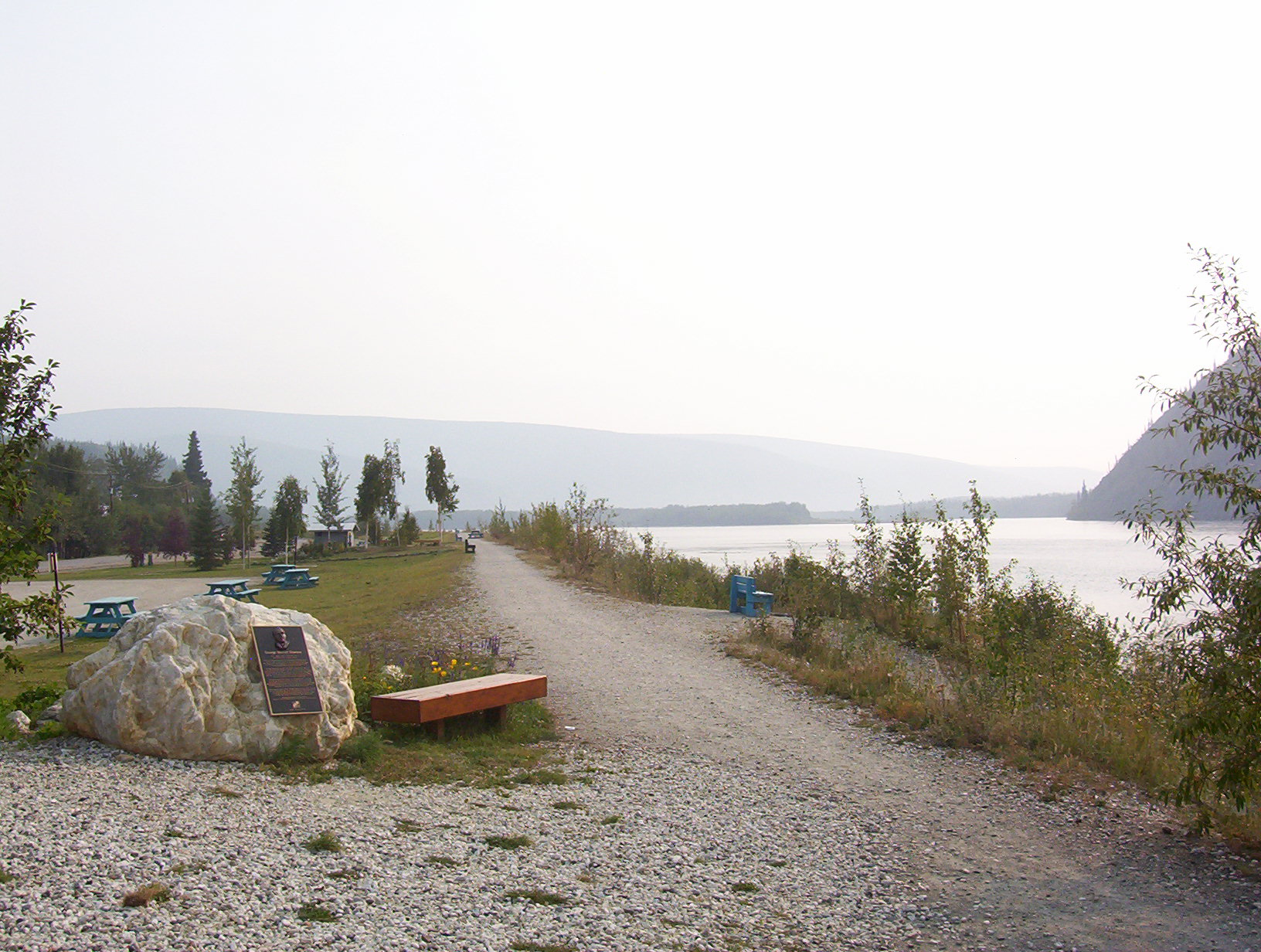
Památník Georgea Dawsona na břehu řeky Yukon ve městě Dawson